# بدون میله
«بدون میله» (به انگلیسی: No Pole) ترانه‌ای از رپر و خوانندهٔ آمریکایی دان تالیور می‌باشد. این ترانه در ۱۲ فوریهٔ سال ۲۰۲۵ از سوی کاکتوس جک و آتلانتیک رکوردز به رادیوهای ریتمیک ایالات متحده معرفی شده و به‌عنوان پنجمین و آخرین تک‌آهنگ از سومین آلبوم استودیویی او تحت عنوان دلباخته (۲۰۲۳) نیز منتشر گردید. این آهنگ که به‌عنوان قطعهٔ نخست نسخهٔ دیلاکس آلبوم محسوب می‌شود، توسط تالیور به‌همراهٔ تهیه‌کنندگان کاردو و دی‌جی فرش و همچنین داگی اف نوشته شده است.